# Подводная почта Испанской Республики
Подводная почта Испанской Республики (исп. Primer correo submarino) — перевозка почты, выполненная испанской подводной лодкой «C-4» из Барселоны в Маон и обратно, состоявшаяся в августе 1938 года во время Гражданской войны в Испании. Подводной лодкой в этом походе командовал советский офицер, состоявший на службе в военно-морском флоте Испанской Республики, Г. Ю. Кузьмин.

## Военно-политическая ситуация в Испании в 1938 году
Начавшийся 17–18 июля 1936 года антиправительственный мятеж с иностранной помощью быстро перерос в гражданскую войну между военно-националистической диктатурой, с одной стороны, и сторонниками правительства республики и Народного фронта, с другой стороны. К концу 1937 года каудильо Франко объединил под своей властью более половины территории и населения Испании, располагал хорошо обученными и дисциплинированными 350-тысячными вооружёнными силами, имевшими подавляющее преимущество в бронетехнике, артиллерии, авиации, и активно действующим флотом. На большей части территории Испанской Республики со второй половины 1937 года начался голод. К 1938 году мясо, рыба и даже хлеб стали предметами роскоши. В приморской Каталонии не хватало даже рыбы. В сёлах скотоводческой Кастилии молоко полагалось только детям. Не хватало топлива, обуви, табака, стекла. В конце февраля 1938 года, республиканские войска потерпели поражение в ключевом сражении за Теруэль. Победа в морском сражении при мысе Палос 6 марта 1938 года сыграла важную роль в поднятии морального духа республиканцев, однако исход войны решался на суше.
В пятинедельном весеннем наступлении националисты одержали победу, ставшую переломным пунктом всей войны. 15 апреля они разрезали территорию республики пополам, захватив приморский городок Винарос, и вышли на подступы к Валенсии и временной столице республики Барселоне. Воздушное сообщение было невозможным, а морское крайне затруднительным — военно-морской флот националистов уверенно прикрывал свои коммуникации и угрожал коммуникациям республиканцев. Остров Менорка, единственный из Балеарских островов, остававшийся под контролем Республики, блокировался с моря и с воздуха.

## Государственное филателистическое агентство
В 1938 году Испанская Республика испытывала недостаток средств для ведения войны. В своем последнем письме совету министров Испанской Республики от 8 апреля 1938 года Хуан Негрин сообщил о полном исчерпании золотых резервов. Ослабление республиканской песеты и потребность в иностранной валюте для закупок за рубежом оружия, снаряжения и продовольствия послужили аргументами для создания Государственного филателистического агентства (исп. Agencia Filatélica Oficial, AFO) — коммерческой организации, которой поручалась непосредственная реализация как новых выпусков марок, так и остатков предыдущих выпусков, находившихся в руках различных государственных и частных организаций. Целью деятельности Государственного филателистического агентства было получение дохода от филателии. Для достижения этой цели правительством Республики был нанят консультант по филателии гражданин США Артур Баргер (англ. Arthur Barger). Агентство разместилось в Барселоне в офисах Генеральной дирекции марок и монополий. Во главе агентства был поставлен Артуро Фернандес Ногера (исп. Arturo Fernandez Noguera), уведомивший о создании агентства ведущих филателистических дилеров по всему миру письмами.

## Марки подводной почты и памятный почтовый блок
Разделённость подконтрольной правительству Испанской Республики территории и обязанность государства предоставлять гражданам услуги почтовой связи даже в таких условиях послужили обоснованием выпуска специальных марок, предназначенных для оплаты почтовой корреспонденции, перевозимой подводной лодкой. Выпуск был разрешён приказом министерства финансов и экономики от 11 мая 1938 года. Тем же приказом были определены тарифы подводной почты, номиналы и тиражи почтовых марок и памятного почтового блока. Было установлено, что в случае прекращения действия подводной почты вся франкированная корреспонденция подлежала пересылке самолётом, что довольно абсурдно, поскольку воздушная почта прекратила существование в республиканской Испании в декабре 1936 года.

### Почтовые тарифы
Для подводной почты были установлены любопытные и абсурдные тарифы. За пересылку писем — 1 песета за каждые 25 граммов. За пересылку печатной продукции, отправленной издателями, — 2 песеты за каждые 140 граммов, и 4 песеты за пересылку печатной продукции, отправленной частными лицами. Тариф в 15 песет за регистрацию («заказ») оправдывал введение в обращение почтовой марки самого высокого номинала, выпущенной в Испании когда-либо до того времени. При том, что обычная плата за регистрацию внутреннего письма равнялась 45 сентимо, а международного — 1,25 песеты. Для сравнения, зарплата милиционера составляла 10 песет в день, а жалованье солдат 4–10 песет в день. Обменный курс в августе 1938 года составлял примерно 20 французских франков за 100 песет.

### Рисунки марок
Рисунки марок и блока выполнил художник Антонио Сэрра (исп. Antonio Serra). Воспроизведённые на рисунках подводные лодки были наименее подходящими к обстоятельствам — на марки не попало изображение подводной лодки типа «C», выполнившей перевозку почты.
На марках с номиналами 1 песета и 15 песет изображена подводная лодка в надводном положении с обозначением «D1» на ограждении рубки. Подводная лодка «D-1» была заложена в 1933 году, спущена на воду в 1944 году и введена в строй только в 1947 году.
На марках с номиналами 2 песеты и 6 песет изображена лодка в подводном положении с надписью «Монтуриоль» (исп. Monturiol) на корпусе и обозначением «A1» на ограждении рубки. Подводная лодка «A-1», носившая название «Монтуриоль», была первой из трёх, купленных в Италии в 1917 году подводных лодок. Была списана в 1934 году и разобрана на металл.
На марках с номиналами 4 песеты и 10 песет изображена подводная лодка в подводном положении с обозначением «B2» на ограждении рубки. Подводная лодка «B-2» в 1938 году находилась в состоянии, исключавшем участие в каких-либо действиях.

### Способы печати и тиражи
Марки и блок изготовлены в типографии Оливы де Вилановы (исп. Oliva de Vilanova) в Барселоне. Марки отпечатаны способом глубокой печати в типографских листах по 100 штук с линейной перфорацией 16. Продажный лист состоял из 50 марок.
Объявленные и фактические тиражи почтовых марок составили соответственно:
- 1 песета (синяя) — 20 000 (13 735)
- 2 песеты (тёмно-коричневая) — 15 000 (9 224)
- 4 песеты (красно-оранжевая) — 12 000 (8 557)
- 6 песет (чёрно-синяя) — 10 000 (8 096)
- 10 песет (пурпурная) — 10 000 (8 093)
- 15 песет (чёрно-зелёная) — 8 000 (7 723)

Почтовый блок отпечатан способами глубокой и металлографской печати. Марки отпечатаны в два цвета: 4 песеты — серо-чёрная и карминовая, 6 песет — серо-чёрная и чёрно-синяя и 15 песет — серо-чёрная и тёмно-зелёная. В верхнем поле блока напечатан государственный герб и текст в две строки: «Испанская Республика / Первый выпуск марок подводной почты» (исп. República Española / PRIMERA EMISIÓN DE SELLOS DE CORREO SUBMARINO), в нижнем поле указан год — 1938. Блоки пронумерованы на обороте в нижнем правом углу. Перфорация рамочная 11. Клей на почтовых блоках зачастую нанесён неравномерно с большими затёками.
Объявленный и фактический тиражи почтового блока составили соответственно — 12 500 (10 827).

### Проекты, пробы, разновидности
Существуют беззубцовые марки на обычной бумаге и на картоне, образцы с типографской надпечаткой чёрного цвета «MUESTRA» (рус. образец). В филателистической литературе описаны проекты, в том числе неутверждённые, пробы и эссе, разновидности по перфорации и многочисленная другая макулатура.

### Публичное «уничтожение» печатных форм
В соответствии с министерским приказом, 18 ноября 1938 года в помещении Института графики Оливы де Вилановы была проведена церемония «уничтожения» печатных форм марок и блока «подводной почты». На мероприятии присутствовали чиновники, представители прессы, коллекционеры и торговцы марками.
Печатные формы «уничтожались» процарапыванием крест-накрест так, чтобы повредить каждое марочное поле, в присутствии нотариуса, составившего соответствующий акт.
С «уничтоженных» печатных форм были сделаны на картоне чёрной краской контрольные оттиски.

## Почтовые штемпели
Специально для «подводной почты» были изготовлены почтовые штемпели овальной формы размером 44×29 мм с текстами «CORREO SUBMARINO / BARCELONA» для Барселоны и «CORREO SUBMARINO / MAHON» для Маона. В штемпелях в одной из цифр года были сделаны «секретные» метки. В штемпеле Барселоны разорвана верхняя кривая в цифре «3». В штемпеле для Маона разорвана вертикальная черта в цифре «1».
Оттиски подлинных штемпелей делались краской чёрного цвета. Существуют фальсификаты.

## Почтовое обращение
Серия из шести специальных почтовых марок и памятный почтовый блок поступили в обращение 11 августа 1938 года. Зарегистрированные коллекционеры могли купить один комплект в руки по абонементу в Государственном филателистическом агентстве или в почтовых отделениях. Распространённое мнение, что марки продавались по двойной номинальной стоимости, ошибочно. Марки низких номиналов продавались свободно, правда, о сроках их продажи по номиналу не сообщается. Марки, предназначенные для экспорта, должны были оплачиваться в иностранной валюте, однако первые десять серий могли быть оплачены песетами.
Несмотря на обоснование выпуска марок «подводной почты» разделением основной территории Республики, был назначен маршрут не между Барселоной и Валенсией, что казалось бы логично, а на остров Менорка. Менорка — единственный из Балеарских островов, остававшийся в руках республиканцев. Хотя остров блокировался с моря и с воздуха националистами, через Форнельс (исп. Fornells) проходила воздушная пассажирская линия из Марселя в Алжир и с авиакомпанией «Эр Франс» (фр. Air France) было заключено соглашение о перевозке испанской почты.
В 1938 году республиканский флот располагал тремя действующими подводными лодками: «C-1», «C-2» и «C-4», боевая ценность которых была условна. Для перевозки подводной почты была выбрана подводная лодка «C-4», недавно отремонтированная во Франции и в Испании.
Подводная лодка «C-4» вышла из Барселоны 12 августа в 20:30, имея на борту мешки с почтой и почтовые марки, специально изданные для оплаты почтовых отправлений, перевозимых подводной лодкой (исп. correo submarino). В пути подводная лодка погружалась дважды. Первый раз, обнаружив патрульный самолёт националистов, по-видимому, «Савойя» (итал. Savoia). Второй раз, пропуская патрульные катера противника перед входом в гавань Маона. 13 августа в 10:00 «C-4» вошла в гавань Маона в сопровождении буксиров «R-13» и «R-14». Командир подводной лодки получил документы, подтверждающие перевозку почты, которые затем были переданы в Почтовый музей вместе с морской картой, использовавшейся в походе.
Все авторы копируют друг у друга следующие сведения о перевезённой корреспонденции из Барселоны в Маон:
- 300 «заказных» писем;
- 1100 простых писем;
- 100 картмаксимумов.

Каждое из 300 «заказных» писем имело надписанный от руки чернилами номер от «R1» до «R300». На 150 конвертов наклеили полную серию марок, а на другие 150 конвертов наклеили блоки. 200 конвертов остались во владении Государственного филателистического агентства, остальные были разосланы крупным филателистическим дилерам и журналистам по всему миру. Например, конверт с номером 105 был адресован Теодору Шампиону (фр. Theodore Champion) в Париж «через Маон».
Все «главные» конверты подписал на обороте сопровождавший «подводную почту» почтовый чиновник Томас Орос Гимено (исп. Tomas Oros Gimeno): «El Ambulante Submarino / Tomas Oros». В конверты был вложен сертификат.
Существуют письма с оттиском резинового штампа «Заказное» (исп. CERTIFICADO) с регистрационным номером надписанным карандашом или без номера.
Для простых «официальных» писем были использованы два вида конвертов:
- с стилизованной картой и маршрутом следования подводной лодки;
- с названием Государственного филателистического агентства в верхнем левом углу (исп. Dirección General del Timbre y Monopolios / Agencia Filatélica Oficial).

Простыми письмами следует считать почтовые отправления, не оформленные как «заказные», несмотря на наклеенную марку номиналом 15 песет, в том числе в составе блока.
Сто писем были адресованы видным деятелям Испанской Республики. На конвертах из белой или бежевой бумаги тёмно-красным цветом напечатана карта с маршрутом и красный или чёрный текст большими буквами: «Первая подводная почта Барселона — Маон» (исп. PRIMER / CORREO / SUBMARINO / BARCELONA — MAHON). На эти конверты наклеивались, по всей видимости, только марки. Только на 25 конвертах была наклеена полная серия, на остальных было наклеено от одной до пяти марок. На обороте «официальных» конвертов наклеены благотворительные марки в пользу сирот, погашенные специальным почтовым штемпелем Маона. Размер конвертов приблизительно 235×181 мм.
17 августа в 21:00 подводная лодка «C-4» вышла из Маона и прибыла в Барселону 18 августа в 19:00, пройдя большую часть пути в подводном положении «ввиду присутствия вражеской авиации». 17 августа в 22:00 подводная лодка ушла из Маона и прибыла в Барселону на следующий день около 22:30.
Неизвестно сколько и какой почты было перевезено обратно из Маона. Встречается много конвертов, адресованных в Государственное филателистическое агентство.
Существуют конверты с марками или блоком, погашенные штемпелем «подводной почты» Барселоны с датой 10 августа 1938 года.

## Фальсификаты и имитации
Существуют как фальсификаты писем с подлинными марками и фальшивыми гашениями, так и имитации писем «подводной почты» с «репликами» марок или блока.

## Карточка-максимум
Карточки-максимум были изготовлены каталонским торговцем Энрике Пуигферратом (исп. Enrique Puigferrat) тиражом всего в 100 экземпляров. Размер карточки 141×39 мм. На лицевой стороне помещён коричневый рисунок пером, имитирующий рисунок однопесетовой марки, с подписью «P. Martin». Под рисунком помещён текст: «Карточка-максимум, посвящённая Первой подводной почте из Барселоны в Маон» (исп. Postal Maximum conmemorativa del Primer Correo Submarino, de Barcelona a Mahon). Ниже оставлено место для марки и оттиска почтового штемпеля.
На оборотной стороне карточки вверху напечатаны слова «Почтовая карточка» (исп. Targeta Postal), внизу текст: «Гарантированный тираж 100 пронумерованных экземпляров» (исп. Tiraje garantizado, 100 ejemplares numeradas). В левом верхнем углу — номер от 001 до 100.
Карточки обычно встречаются с наклеенной зубцовой маркой номиналом 1 песета, погашенной штемпелем подводной почты Барселоны, на обороте поставлен оттиск штемпеля «подводной почты» Маона. В коллекции Шелли была карточка с номером 004 с наклеенной 15-песетовой маркой.

## Значение и филателистическое признание «подводной почты»
Журнал «Тайм», сообщив о поступлении в США марок «подводной почты», отметил, что этим выпуском республиканцы отметили факт их физического разделения.
В переходе подводной лодки «C-4» с «подводной почтой» на борту принял участие корреспондент американского еженедельника The Saturday Evening Post Вернер Келл (англ. Werner Kell). Написанная им статья была опубликована только в марте следующего года, когда судьба Республики уже была практически решена. В статье Келл упоминает, что «подводная почта» была организована для повышения престижа почтовых марок Испанской Республики и, конечно, для пополнения иссякших финансовых средств.
Экономический результат, полученный от продажи этих марок, выглядит небесспорным. При цене 76 французских франков за полную серию и 50 французских франков за памятный блок, за весь тираж (без учёта «разновидностей», образцов, проб и т. д.) можно было выручить около 1128000 французских франков, что равнялось примерно 30000 долларов в 1938 году. Для сравнения, Н. П. Египко, завершив службу в Испании, оба раза имел с собой наличными не менее 1000 американских долларов или эквивалент.
В третьем томе «Собрания сочинений» Президента Республики Мануэля Асаньи Диаса есть письмо, отправленное 26 июня 1939 года Анхелю Оссорио и Галлардо (исп. Don Ángel Ossorio y Gallardo), в котором он сообщает о высокопоставленном служащем, который во время панического оставления Барселоны увёз коллекцию марок «подводной почты», за которые коллекционеры платят хорошую цену...
Составители каталогов «Скотт» (англ. Scott) и «Стенли Гиббонс» (англ. Stanley Gibbons) выпуск марок испанской подводной почты проигнорировали. В каталоге Скотта 1948 года после номера B108 был помещён текст: «Мы не признаём так называемые «подводные» марки как изданные для почтовых целей» (англ. We do not recognize the so-called “Submarine” stamps as having been issued for postal purposes). Такое положение сохранялось почти до конца столетия. В испанском каталоге «Гальвес» (исп. Galvez) 1960 года автор высказал сомнение, что поход подводной лодки имел место, заявив что такой вид почты «не имел повода для существования».
В настоящее время выпуск «подводной почты» включён во все мировые каталоги почтовых марок.

## Чествование подводной почты
7 апреля 1975 года в рамках филателистической выставки «Эспанья-75» (исп. España-75) состоялась перевозка почты из Картахены в Аликанте подводной лодкой «Косме Гарсия» (исп. Cosme García) «S-34» под командованием капитана де корбета Хосе Игнасио Гонсалес-Альер Йерро (исп. José Ignacio González-Aller Hierro). Использовался памятный почтовый штемпель с надписью «Correo por Submarino». Расстояние между Картахеной и Аликанте по прямой составляет 91 км.
В 1988 году, 5–6 февраля по маршруту Маон — Барселона и 8–9 февраля из Барселоны в Картахену, совершила переход подводная лодка «Трамонтана» (исп. Tramontana) «S-74». В Маоне и Барселоне использовались специальные календарные штемпели овальной формы. Был подготовлен памятный сувенир — картонная папка с памятным текстом и иллюстрациями, в которую были вложены пронумерованные конверты и сувенирный листок, схожий с почтовым блоком «подводной почты».
13–14 августа 1988 года в Маоне состоялась филателистическая выставка, приуроченная к 50-летию «подводной почты». Применялся специальный почтовый штемпель.
8 декабря 1998 года в Винаросе применялся специальный почтовый штемпель, посвящённый филателистической выставке, приуроченной к 60-летию эмиссии марок «подводной почты».
1 июля 2006 года в Сольере применялся специальный почтовый штемпель с текстом на каталонском языке «Correu Submarí» и датой гибели подводной лодки «C-4» — «27-06-46».